# Ernst Back
Ernst Emil Alexander Back (* 21. Oktober 1881 in Freiburg im Breisgau; † 20. Juni 1959 in München) war ein deutscher Physiker.

## Leben
Ernst Back besuchte bis 1900 die Schule in Straßburg und schloss daran von 1902 bis 1906 ein Jurastudium in Straßburg, München und Berlin an. Bis 1909 arbeitete er in Elsass-Lothringen auf dem Gebiet der Rechtswissenschaft. Anschließend ließ er sich beurlauben und begann ein Physikstudium in Tübingen. 1912 gab er den Rechtsberuf auf und erwarb 1913 seinen Doktorgrad. Seine Doktorarbeit, die er unter dem Titel Zur Prestonschen Regel verfasste, beschäftigte sich mit dem Phänomen, das später als Paschen-Back-Effekt bekannt wurde und nach ihm und Friedrich Paschen benannt ist.
In den Jahren 1914 bis 1918 diente er in der deutschen Armee während des Ersten Weltkriegs. Nach dem Krieg leitete er das Laboratorium der Veifa-Werke in Frankfurt am Main. Das Unternehmen stellte Elektrogeräte und Röntgenausrüstung her. 1920 verließ er die Firma und nahm eine Assistentenstelle am Physikalischen Institut in Tübingen an. 1926 erhielt er einen Ruf an die Universität Hohenheim und in der Folge übernahm er dort 1929 den Lehrstuhl. Diesen hatte er bis 1936 inne, als er nach Tübingen zurückkehrte, um dort eine Professur zu übernehmen.
Von 1926 bis 1927 arbeitete er zusammen mit Samuel Abraham Goudsmit an den ersten Messungen des Elektronenspins und des damit zusammenhängenden Zeeman-Effekts. 1948 ging Ernst Back in Pension und starb mehr als zehn Jahre später in München.
Im Jahre 1976 wurde der Krater Back auf dem Mond nach ihm benannt.

## Veröffentlichungen
- Ernst Back, Alfred Landé: Zeemaneffekt und Multiplettstruktur der Spektrallinien. J. Springer, Berlin 1925.

| Personendaten    | Personendaten                                   |
| ---------------- | ----------------------------------------------- |
| NAME             | Back, Ernst                                     |
| ALTERNATIVNAMEN  | Back, Ernst Emil Alexander (vollständiger Name) |
| KURZBESCHREIBUNG | deutscher Physiker                              |
| GEBURTSDATUM     | 21. Oktober 1881                                |
| GEBURTSORT       | Freiburg im Breisgau                            |
| STERBEDATUM      | 20. Juni 1959                                   |
| STERBEORT        | München                                         |